# جورج ياردلي (لاعب كرة قدم)
جورج ياردلي (بالإنجليزية: George Yardley)‏ هو لاعب كرة قدم نيوزيلندي، ولد في 8 أكتوبر 1941 في كيركالدي في المملكة المتحدة، وتوفي في 19 نوفمبر 2018 في Dalgety Bay ‏ في المملكة المتحدة. لعب مع نادي ألترينتشام ونادي إيست فيف ونادي ترانمير روفرز لكرة القدم ونادي لوتون تاون.